# Adolfo Antônio Fetter Júnior

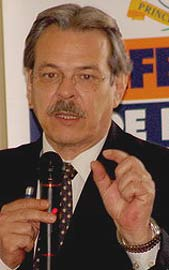
Adolfo Antônio Fetter Júnior, 2008

Adolfo Antônio Fetter Júnior (* 21. Januar 1954 in Pelotas, Rio Grande do Sul) ist ein brasilianischer Politiker des Partido Progressista (PP). Er war amtierender Präfekt der Stadt Pelotas und Bundesabgeordneter seines Staates.

## Leben
Fetter Júnior ist der Sohn von Adolfo Antônio Fetter und Olenka Mota Fetter. 1972 war er in die Aliança Renovadora Nacional (Arena) eingetreten. Als Landbesitzer immatrikulierte er sich 1973 an der Universidade Federal de Pelotas und belegte Kurse in Agronomie und Betriebswirtschaft. An der Universität Paris V (Universität Paris René Descartes) erhielt er 1980 einen Doktortitel in Politikwissenschaften.
Fetter war erstmals 1982 Abgeordneter (Vereador) seiner Geburtsstadt. Von 1991 bis 2003 war er mit zweifacher Wiederwahl Bundesabgeordneter (Deputado federal) für seinen Bundesstaat in der Abgeordnetenkammer. Im Jahr 1995 übernahm er bis 1996 das Staatssekretariat für Entwicklung und Internationale Angelegenheiten des Staates Rio Grande do Sul. 2004 wurde er hinter Bernardo de Souza zum Vizepräfekten von Pelotas gewählt und folgte ihm 2006 im Amt des Präfekten nach. Er wurde 2008 wiedergewählt und siegte dabei gegen den ehemaligen Präfekten Fernando Marroni (PT). Bei den Wahlen 2012 war er nicht mehr angetreten, Nachfolger wurde als Stadtpräfekt Eduardo Leite von der PSDB, der das Amt zum 1. Januar 2013 übernahm.
Fetter Júnior hat bisher viermal die Partei gewechselt: Aliança Renovadora Nacional von 1972 bis 1979, Partido Democrático Social (PDS) von 1980 bis 1993, Partido Progressista Reformador (PPR) von 1993 bis 1995, zuletzt seit 1995 Progressistas (PP).

## Schriften
- Da vida e da política. O que vivi, o que fiz e o que penso. AGE, Porto Alegre 2014, ISBN 978-85-8343-034-6.